# TVP2
TVP2 ist ein Fernsehsender der polnischen öffentlich-rechtlichen Rundfunkanstalt Telewizja Polska. Das Programm besteht hauptsächlich aus Filmen, Serien und Sport. Es werden aber auch Dokumentarfilme und Wirtschaftssendungen ausgestrahlt.

## TVP2 HD
Am 1. Juni 2012 startete die HD-Version des Senders in Polen. Zusammen mit TVP1 HD und TVP HD ist es der dritte öffentlich-rechtliche Fernsehsender in Polen, der in HD ausstrahlt.

## Empfang
TVP 2 HD wird in Polen per Antenne, Kabel und Satellit verbreitet. Per Kabel wird der Kanal von den Providern UPC Polska, Toya, Neostrada TP z telewizją (Kabel), Multimedia Polska und Vectra angeboten. Per Satellit ist er über die Anbieter nc+ und Cyfrowy Polsat verfügbar. Per IPTV wird der Sender bei Orange angeboten.

## Logos

Logo von TVP2 vom 2. Oktober 1970 bis zum 30. Juni 1983
Logo vom 1. Oktober 1983 bis zum 29. März 1987
Logo vom 30. März 1987 bis zum 23. März 1992
Logo vom 24. März 1992 bis zum 16. April 2000
Logo vom 17. April 2000 bis zum 6. März 2003
Logo vom 7. März 2003 bis zum 2. September 2021 (erneut seit 28. August 2023)
Logo von TVP2 HD seit 1. Juni 2012
Logo vom 3. September 2021 bis 27. August 2023 (nur Idents)